# Actia tarsata
Actia tarsata är en tvåvingeart som beskrevs av Richter 1980. Actia tarsata ingår i släktet Actia och familjen parasitflugor. Inga underarter finns listade i Catalogue of Life.